# Högvalla seminarium

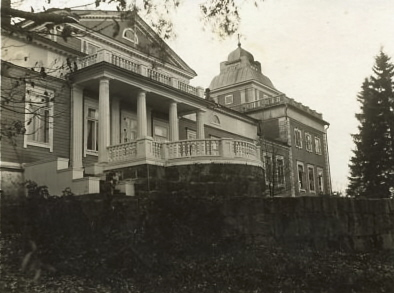
Boe Gård i Hindhår i Borgå c. 1930.

Högvalla seminarium var en skola som grundades år 1908 i Karis som Högvalla hushålls- och trädgårdsskola. Den grundades av Fanny Sundström. År 1923 flyttade skolan till Hindhår i Borgå landskommun och 1927 där till Boe gård. En långvarig rektor vid skolan var Elsa Bonsdorff, och hennes efterträdare var Runa Melander, som år 1918 kom från Sverige för att bli lärare i skolan.
Skolan lades ner i början av 2000-talet.